# New Super Mario Bros. 2
New Super Mario Bros. 2 (New スーパーマリオブラザーズ 2?, Nyū Sūpā Mario Burazāzu Tsū) è un platform per Nintendo 3DS. È il terzo titolo di New Super Mario Bros., una sottoserie di Super Mario.
New Super Mario Bros. 2 ricorda per molti aspetti Super Mario Bros. 3, presentando infatti elementi in comune come la trasformazione in Mario Procione (Tanuki) e alcuni sfondi degli scenari. Presenta similitudini anche con altri due videogiochi della serie, ovvero New Super Mario Bros. Wii e Super Mario World e come dimostrato dalla sezione in cui Mario si trova a fronteggiare 4 rinoceronti che ruotano (i Reznor appunto, presenti come boss di fine livello in 4 fortezze di Super Mario World).
Non mancano tuttavia le innovazioni, infatti dai trailer e dagli screenshot mostrati viene altresì messo in evidenza un Mario intento come non mai alla collezione delle monete (questo attraverso la nuovissima trasformazione in Mario dorato capace di sparare palle di fuoco dorate che frantumano letteralmente tutto ciò che incontrano e in particolare i blocchi che vengono così trasformati in monete, nemici che diventano dorati una volta che Mario attraversa un cerchio dorato e che consentono la raccolta di svariate monete con il lancio di essi e in particolare il guscio dei Koopa, e altri modi).
È stato pubblicato in Giappone il 28 luglio 2012. In Italia, invece il 24 agosto. Il 2 ottobre 2012 viene reso disponibile da Nintendo anche un DLC per ampliare la modalità Febbre dell'oro.
New Super Mario Bros. 2 è il primo gioco disponibile sia in forma fisica che in forma digitale acquistabile sul Nintendo eShop come software scaricabile.

## Trama
Il gioco è ambientato alcuni mesi dopo Super Mario 3D Land. È una bellissima giornata, Mario e Luigi procione vanno a raccogliere qualche moneta. I due, una volta atterrati, vengono colpiti dai Bowserotti che li fanno tornare normali. I Bowserotti mostrano la Principessa Peach e la rapiscono per ordine di Bowser. Così, i due fratelli, partono per affrontare molte sfide e alla fine, dopo aver superato 6 mondi, riescono a sconfiggere Bowser, il quale viene poi trasformato in un gigante dai Bowserotti. Una volta sconfitto nuovamente Bowser i fratelli salvano finalmente la principessa Peach.

## Modalità di gioco
Il gioco riprende lo stile di gameplay da New Super Mario Bros. (ovvero la classica azione a scorrimento di piattaforme), con i fratelli Mario che, come sempre, tentano di soccorrere la Principessa Peach da Bowser e i Bowserotti. Oltre ai poteri del precedente capitolo, come il Mini-Fungo e il Mega-Fungo, il gioco vede il ritorno della Super Foglia di Super Mario Bros. 3, che permette al giocatore di colpire i nemici con la coda o di volare. Similarmente a Super Mario 3D Land, la Foglia dell'Invincibilità apparirà se il giocatore muore cinque volte durante un livello, trasformandolo in Mario procione bianco e garantendogli i poteri di procione e dell'invincibilità fino alla fine del medesimo. Il gioco pone una forte enfasi sul collezionamento delle monete d'oro, con vari nuovi oggetti dediti alla produzione di grandi quantità di monete. Questo include il Fiore d'Oro, che tramuta i blocchi in monete, anelli che temporaneamente trasformano i nemici in oro, e una maschera che produce monete mentre Mario corre (quest'ultima compare però anche in Super Mario 3D Land). Il gioco dispone di una modalità chiamata Febbre dell'Oro, in cui i giocatori possono passare attraverso una serie di tre livelli nel tentativo di collezionare più monete possibili con una sola vita, e di sfidare altri giocatori tramite Streetpass. Come in New Super Mario Bros. Wii, due giocatori possono giocare in cooperativa come Mario e Luigi. Il gioco implementerà contenuti extra a pagamento, in uscita dopo la data di release del gioco. Come nei giochi precedenti, i giocatori possono collezionare le Monete Stella nascoste nei livelli, che possono essere spese per sbloccare nuove aree nella mappa dei mondi.

### Mondi e livelli
Sono presenti 9 mondi che includono 94 livelli così suddivisi:
- 44 numerati (sono i livelli base)
- 15 lettera (sono i livelli sbloccati grazie al ritrovamento delle uscite segrete)
- 4 Cannoni Warp
- 7 Case dei Boo
- 6 Torri
- 9 Castelli
- 9 Livelli arcobaleno

Nei livelli cannone (warp) il giocatore deve solo saltare e in essi non sono presenti monete stella, però differentemente dai titoli precedenti si dovrà fare un percorso in cui sono presenti ostacoli, nemici e monete che porterà in un altro mondo. Inoltre, negli 8 livelli del mondo stella (7 numerati più il castello) sono presenti le monete luna in sostituzione di quelle stella.

### Personaggi giocabili
- Mario
- Luigi (solo nel multigiocatore o all'entrata del file per iniziare a giocare schiacciando L, R, A)

### Personaggi di rilievo
- Peach
- Bowser
- Bowserotti

### Modalità Febbre dell'Oro
Nella modalità Febbre dell'oro, il giocatore deve affrontare 3 livelli scelti a caso tra quelli sbloccati durante l'avventura principale, avendo a disposizione una sola vita. Lo scopo è quello di raccogliere più monete possibili in poco tempo. Le monete vengono sommate al termine dei 3 livelli. Al posto dei normali funghi 1up, trovano posto i funghi dorati, che valgono 50 monete (100 se è Mario Dorato/Luigi Argentato). Inoltre se il giocatore al termine di un livello riesce a raggiungere la cima dell'asta della bandiera, le monete accumulate fin lì raddoppiano. Il numero massimo di monete così raggiungibile è 30000, e il record può poi essere salvato all'interno della cartuccia. Se il giocatore perde l'unica vita a disposizione, le monete raccolte vengono comunque sommate al totale del gioco, ma il record non può essere salvato.

## DLC
New Super Mario Bros 2 è il primo titolo della serie che fa uso dei DLC. Tramite questi contenuti scaricabili è possibile espandere la modalità Febbre dell'oro, con dei livelli inediti in cui raggiungere traguardi di monete prefissati. I set hanno una loro difficoltà, quantificata da un minimo di 1 stella a un massimo di 5 stelle. Se la funzione Spotpass è attiva, i record dei set Sfida Monetaria vengono inviati alla Nintendo, che pubblica le prime 5 posizioni nella pagina ufficiale del gioco sul proprio sito.
Il 2 ottobre 2012 sono stati resi disponibili i seguenti set:
- Assalto all'oro (difficoltà 1): Il giocatore affronta 3 livelli pieni zeppi di monete in cui l'obiettivo è raccoglierne 30000;
- Sfida Monetaria A (difficoltà 3): Il giocatore affronta 3 livelli con una normale quantità di monete, in cui l'obiettivo è raccoglierne 10000;
- Spaccanervi (difficoltà 5): Il giocatore affronta 3 livelli difficilissimi sia dal punto di vista del completamento che della raccolta di monete, in cui l'obiettivo è raccoglierne 15000.

Il 30 ottobre 2012 si sono aggiunti ai primi set anche:
- Fungo Dorato (difficoltà 2): Il giocatore affronta 3 livelli stracolmi di funghi dorati in cui l'obiettivo è raccogliere 30000 monete;
- Sfida Monetaria B (difficoltà 3): Il giocatore affronta 3 livelli con una normale quantità di monete, in cui l'obiettivo è raccoglierne 10000.

Il 27 novembre 2012, per celebrare il traguardo di 300 miliardi di monete raccolti dal lancio del gioco in tutto il mondo, Nintendo ha pubblicato un DLC speciale (gratuito fino al 31 gennaio 2013, ed acquistabile successivamente).
- Tempi d'oro (difficoltà 1): Il giocatore affronta 3 livelli classici della serie Super Mario in cui è stata aggiunta una grande quantità di monete e funghi d'oro, in cui l'obiettivo è raccogliere 30000 monete.

Il quarto contenuto scaricabile è stato pubblicato il 5 dicembre 2012 a seguito di una Nintendo Direct del giorno stesso e contiene:
- Sfida Monetaria C (difficoltà 3): Il giocatore affronta 3 livelli con una normale quantità di monete, in cui l'obiettivo è raccoglierne 10000;
- Piattaforme pericolose (difficoltà 4): Il giocatore affronta 3 livelli ambientati su delle piattaforme mobili su cui è molto difficile restare in equilibrio, in cui l'obiettivo è raccogliere 15000 monete.

Altri due set sono stati resi disponibili il 20 dicembre 2012:
- Affretta l'ingegno (difficoltà 3): Il giocatore affronta 3 livelli partendo con pochissimo tempo, in cui deve raccogliere gli orologi per aumentarlo, e scovare dei passaggi segreti che lo porterebbero in luoghi stracolmi di monete. Obiettivo 10000 monete;
- SovruMario (difficoltà ASSURDA!): Il giocatore affronta 3 livelli veramente difficili dal punto di vista del completamento, in cui l'obiettivo sono soltanto 100 monete (la vera difficoltà è concluderli).

## Sviluppo
Nel novembre 2011 Shigeru Miyamoto ha dichiarato che sarebbero state sviluppate sia versioni in 2D (New Super Mario Bros 2 ne è la prova) sia versioni in 3D (il già pubblicato Super Mario 3D Land) inerenti alle avventure di Mario.
Il gioco in versione bidimensionale, ancora privo di nome, fu annunciato da Satoru Iwata e Sigheru Miyamoto durante un convegno con gli investitori nel gennaio 2012. Miyamoto lo ha descritto come un nuovo e rivoluzionario Super Mario a scorrimento laterale, una pietra miliare per la nuova console Nintendo 3DS.
Nintendo pianificò la pubblicazione del gioco alla fine dell'anno fiscale, che inizia a marzo 2012 e finisce a marzo 2013.
Il gioco è stato annunciato come New Super Mario Bros. 2, sequel di New Super Mario Bros., durante il Nintendo Direct del 21 aprile 2012 da Satoru Iwata. È uscito il 19 agosto 2012 in Nord America, il 17 agosto 2012 in Europa, il 28 luglio 2012 in Giappone, e il 24 agosto (a differenza dal resto d'Europa) in Italia. Non si sa perché la Nintendo abbia posticipato l'uscita di questo videogioco in Italia.

## Accoglienza
Il gioco venne freddamente accolto alla critica, per via di mancanza di innovazione e un gameplay non avvincente criticando anche la troppa abbondanza di monete che rende il gioco troppo facile da completare. Ha un punteggio di 57,8% su GameRankings e di 61/100 su Metacritic.
Famitsū ha dato un punteggio di 22/40, ottenendo un 5 o 6 a ciascuno dei quattro i recensori.
Nella NRU ha ricevuto il voto totale di 4/10.
Game Republic lo ha valutato 5/10 e The Games Machine 68%.
Official Nintendo Magazine ha assegnato al gioco un punteggio di 59/100, ha pesantemente criticato il gioco per l'implementazione del 3D e la mancanza di progressione nella serie, concludendo con: "New Super Mario Bros. 2 è la definizione di un dolce amaro, dando con una mano e togliendo con l'altra. Di default è il miglior platformer 2D sul 3DS ed è pure leggermente meglio di New Super Mario Bros, ma non di molto. Nonostante ciò, il tutto il resto è molto fumo e poco arrosto, consigliato con riserva".
Dalla data di pubblicazione in Giappone, New Super Mario Bros. 2 ha venduto più di 400 000 copie in un paio di giorni, dati che hanno reso il titolo il più venduto in minor tempo tra i giochi per Nintendo 3DS in Giappone.
È considerato da molti come il peggior titolo di Super Mario in 2D realizzato fino ad oggi.